# Centrale hydroélectrique d'Andekaleka
Le barrage d'Andekaleka est un barrage-poids sur la rivière Vohitra près d'Andekaleka dans l'est de Madagascar. L'objectif principal du barrage est la production d'énergie hydroélectrique et il détourne l'eau de la Vohitra vers l'est dans un tunnel d'amenée de 4 kilomètres où elle atteint une centrale électrique souterraine de 91 mégawatts. Après avoir alimenté les turbines, l'eau emprunte un tunnel de fuite de 500 mètres avant de rejoindre la rivière Vohitra. La dénivellation entre le barrage et la centrale électrique permet d'obtenir une charge hydraulique de 235 mètres,. Le barrage et la centrale électrique ont été financés par la Banque mondiale pour un coût de 142,1 millions de dollars. Ils ont été construits entre 1978 et 1982. La centrale peut accueillir jusqu'à quatre générateurs. Les deux premiers ont été mis en service en 1982 et le troisième en 2012. Les générateurs 1 et 2 sont équipés de turbines Vevey et Jeumont, tandis que le troisième est fabriqué par HEC.

## Incendie
Le 2 janvier 2022, un incendie s'est déclaré dans sa centrale électrique. Cela a provoqué de nombreuses pannes d'électricité à Antananarivo et dans ses environs.